# Contea di Buckingham
La contea di Buckingham (in inglese Buckingham County) è una contea dello Stato della Virginia, negli Stati Uniti. La popolazione al censimento del 2000 era di 15 623 abitanti. Il capoluogo di contea è Buckingham.